# سلا وارد
سلا وارد (انگلیسی: Sela Ward؛ زاده ۱۱ ژوئیهٔ ۱۹۵۶) هنرپیشه و مانکن اهل ایالات متحده آمریکا است. وی از سال ۱۹۸۳ میلادی تاکنون مشغول فعالیت بوده‌است.
از فیلم‌هایی که وی در آن نقش داشته است، می‌توان به روز پس از فردا، رقص کثیف ۲، هیچ‌چیز مشترک، نشان و دختر گم‌شده اشاره کرد.